# Дональд Пітрі
Дональд Пітрі (англ. Donald Petrie) — шотландський й новозеландський ботанік та педагог.

## Біографія
Народився 7 вересня 1846 у місті Едінкілл в графстві Морейшир (Шотландія) у сім'ї фермера Александра Пітрі і його дружини Ізабель Моррісон. Навчався в Абердинський середній школі, 1867 року закінчив Абердинський університет зі ступенем бакалавра. Деякий час викладав в Глазго, потім переїхав до Австралії, в Мельбурн, ставши викладачем у Скотч-коледжі, очолюваному його дядьком Александром Моррісоном.
З 1873 року Пітрі працював інспектором шкіл у регіоні Отаго, 1874 року став членом Інституту Отаго. З 1894 року аж до своєї відставки у 1910 році він був головним інспектором шкіл Окленду. 
У вільний час активно подорожував по Новій Зеландії, займаючись збором рослин. 1880 року Пітрі і Джордж Мелком Томсон провели перше систематичне дослідження флори острова Стюарт, третього за розміром острова Нової Зеландії. 1893 року він разом в Леонардом Кокейном подорожував по Південному острову.
1886 року Дональд Пітрі обраний членом Лондонського Ліннєївського товариства. 1896 року Пітрі обирався президентом Оклендського інституту, 1915 року — президентом Новозеландського інституту.
З 1882 року був одружений з Мері Черретт, батько двох синів і доньки.
Помер у своєму будинку в Окленді 1 вересня 1925 року.

## Деякі наукові роботи
- Petrie, D. (1896). «List of the flowering plants indigenous to Otago». Transactions and Proceedings of the Royal Society of New Zealand 28: 540—591.

## Вшанування
На честь Дональда Пітрі названий вид Carmichaelia petriei.